# Yasukuni-helligdommen
Yasukuni-helligdommen er en kontroversiel shintohelligdom i Tokyo i Japan viet til de soldaters sjæle, som døde i krig for kejseren.
I oktober 2004 indeholdt stedets sjælebog en liste på navne på 2.466.532 soldater fra Japan og tidligere japanske kolonier (fortrinsvis Korea og Taiwan), der døde i krig. På stedet er også 14 japanske klasse A-krigsforbrydere hædret, et faktum som har givet anledning til protester fra en række nabolande som mener at deres tilstedeværelse viser at Japan ikke har anerkendt at der er begået krigsforbrydelser.
Premierminister Junichiro Koizumis gentagne besøg til helligdommen siden 2001 har været en væsentlig årsag til vrede i Kina, Korea og andre lande.